# 西尾維新動畫PROJECT
《西尾維新動畫PROJECT》（日语：西尾維新アニメプロジェクト），是針對西尾維新原作改编的一連串動畫製作計劃。目前的作品改编皆由講談社和Aniplex發起。

## 概要
西尾維新在講談社BOX旗下的作品為數不少，大部分有製成動畫的潛力，但其寫作風格亦令改编遇上不少的挑戰。製作人岩上敦宏和講談社編輯太田克史隨後決定，要把整個動畫化歷程歸納於一個計劃中。計劃方便日後宣傳的同時，亦可紀念動畫業界為改编付出的莫大精神和努力。
2008年9月3日，講談社和Aniplex決定把旗下的《化物語》動畫化，另於2009年上半年再決定把《刀語》動畫化。這個時候《西尾維新動畫PROJECT》的正式公佈，兩部作品按動畫化的順序標記為第一和第二個項目。
2010年7月26日，在《化物語》影碟最終卷播放完畢後，宣佈第三個項目是其前傳《傷物語》。
2011年9月15日，《化物語》的續篇《偽物語》，正式確認為計劃的第四個項目。
2012年12月7日，官方舉辦最新情報發佈會，宣佈《貓物語（黑）》於2012年12月31日播出合共兩小時的電視動畫特別篇。是爲第五個項目。
2012年12月31日《貓物語（黑）》播放完畢後，宣佈製作電視動畫第二季。其中包括《貓物語（白）》、《傾物語》、《花物語》、《囮物語》、《鬼物语》和《恋物语》等六部作品。將於2013年播放。其中《花物語》改為在2014年8月16日，全5話一舉放送。
《憑物語》於2014年10月21日前後公佈動畫化，將於2014年12月31日連續播放全4集。

## 作品
| 項目 | 名稱             | 動畫形式                                | 動畫製作  | 播放形式                                                                                                | 改编內容                      | 備註            |
| ---- | ---------------- | --------------------------------------- | --------- | --- | ----------------------------- | --------------- |
| 1    | 化物語           | 電視動畫及網路動畫 全15話，每話約24分鐘 | SHAFT     | 2009年7月3日－9月25日 每星期首播                                                                        | 物語系列 化物語（上）、（下） |                 |
| 2    | 刀語             | 電視動畫 全12話，每話約45分鐘           | WHITE FOX | 2010年1月25日－2010年12月10日 每月首播                                                                  | 刀語系列 全12卷               |                 |
| 3    | 傷物語           | 動畫電影                                | SHAFT     | 《傷物語Ⅰ鐵血篇》2016年1月8日上映 《傷物語Ⅱ 熱血篇》2016年8月19日上映 《傷物語Ⅲ冷血篇》2017年1月6日上映 | 物語系列 傷物語               |                 |
| 4    | 偽物語           | 電視動畫 全11话，每話約24分鐘           | SHAFT     | 2012年1月7日－3月17日                                                                                   | 物語系列 偽物語（上）、（下） |                 |
| 5    | 貓物語（黑）     | 電視動畫 全4话，2小時特別篇             | SHAFT     | 2012年12月31日                                                                                          | 物語系列 貓物語（黑）         |                 |
| 6    | 貓物語（白）     | 電視動畫 全5话，每話約24分鐘            | SHAFT     | 2013年7月6日－12月28日                                                                                  | 物語系列 貓物語（白）         | 物語系列 第二季 |
| 7    | 傾物語           | 電視動畫 全5话，每話約24分鐘            | SHAFT     | 2013年7月6日－12月28日                                                                                  | 物語系列 傾物語               | 物語系列 第二季 |
| 8    | 囮物語           | 電視動畫 全5话，每話約24分鐘            | SHAFT     | 2013年7月6日－12月28日                                                                                  | 物語系列 囮物語               | 物語系列 第二季 |
| 9    | 鬼物語           | 電視動畫 全4话，每話約24分鐘            | SHAFT     | 2013年7月6日－12月28日                                                                                  | 物語系列 鬼物語               | 物語系列 第二季 |
| 10   | 戀物語           | 電視動畫 全6话，每話約24分鐘            | SHAFT     | 2013年7月6日－12月28日                                                                                  | 物語系列 戀物語               | 物語系列 第二季 |
| 11   | 花物語           | 電視動畫 全5话，5話一舉放送             | SHAFT     | 2014年8月16日                                                                                           | 物語系列 花物語               | 物語系列 第二季 |
| 12   | 憑物語           | 電視動畫 全4话，4話一舉放送             | SHAFT     | 2014年12月31日                                                                                          | 物語系列 憑物語               |                 |
| 13   | 終物語（第一季） | 電視動畫 全12话，每話約24分鐘           | SHAFT     | 2015年10月3日－12月19日                                                                                 | 物语系列 終物語（上）、（中） |                 |
| 14   | 曆物語           | 網路動畫 全12话，每話約14分鐘           | SHAFT     | 2016年1月9日－3月27日                                                                                   | 物語系列 曆物語               |                 |
| 15   | 終物語（第二季） | 電視動畫 全7话，2夜連續播放             | SHAFT     | 2017年8月12日－8月13日                                                                                  | 物語系列 終物語（下）         |                 |
| 16   | 續·終物語        | 電視動畫 全6话                          | SHAFT     | 2019年5月19日－6月23日                                                                                  | 物語系列 續·終物語            |                 |

## 外部連結
- 西尾維新動畫PROJECT 官方網站（页面存档备份，存于）